# Liste der Biografien/Sij
Liste der Biografien |
Portal Biografien |
Personensuche
# |
A |
B |
C |
D |
E |
F |
G |
H |
I |
J |
K |
L |
M |
N |
O |
P |
Q |
R |
S |
T |
U |
V |
W |
X |
Y |
Z |
?
 
Sa |
Sb |
Sc |
Sd |
Se |
Sf |
Sg |
Sh |
Si |
Sj |
Sk |
Sl |
Sm |
Sn |
So |
Sp |
Sq |
Sr |
Ss |
St |
Su |
Sv |
Sw |
Sy |
Sz
 
Sia |
Sib |
Sic |
Sid |
Sie |
Sif |
Sig |
Sih |
Sii |
Sij |
Sik |
Sil |
Sim |
Sin |
Sio |
Sip |
Siq |
Sir |
Sis |
Sit |
Siu |
Siv |
Siw |
Six |
Siy |
Siz
Die Liste der Biografien führt alle Personen auf, die in der deutschsprachigen Wikipedia einen Artikel haben. Dieses ist eine Teilliste mit 18 Einträgen von Personen, deren Namen mit den Buchstaben „Sij“ beginnt.

## Sij

### Sija
- Šijaković, Vasilije (1929–2003), jugoslawischer Fußballspieler
- Šijan, Dane (* 1977), serbischer Handballspieler
- Šijan, Ivan (* 1990), kroatischer Eishockeyspieler
- Sijarić, Ćamil (1913–1989), jugoslawischer Romanautor, Verfasser von Kurzgeschichten und Reporter
- Sijarić, Omar (* 2001), montenegrinischer Fußballspieler
- Sijastinowa, Elwira Rinadowna (* 1991), russische Fußballspielerin
- Sijatwinda, Grigori Dewidowitsch (* 1970), russisch-sambischer Schauspieler

### Sijb
- Sijben, Rosa (* 1988), niederländische Performancekünstlerin und Bildhauerin
- Sijbesma, Marente (* 2004), niederländische Tennisspielerin
- Sijbesma, Rint, niederländischer Chemiker
- Sijbring, Alette (* 1982), niederländische Wasserballspielerin

### Sije
- Sijé, Ramón (1913–1935), spanischer Dichter, Essayist, Journalist und Rechtsanwalt
- Sijen, Arnold (1640–1678), niederländischer Mediziner und Botaniker
- Sijen, Huub (1918–1965), niederländischer Radrennfahrer

### Sijm
- Sijmens, Nico (* 1978), belgischer RadrennfahrerNico Sijmens (* 1978)

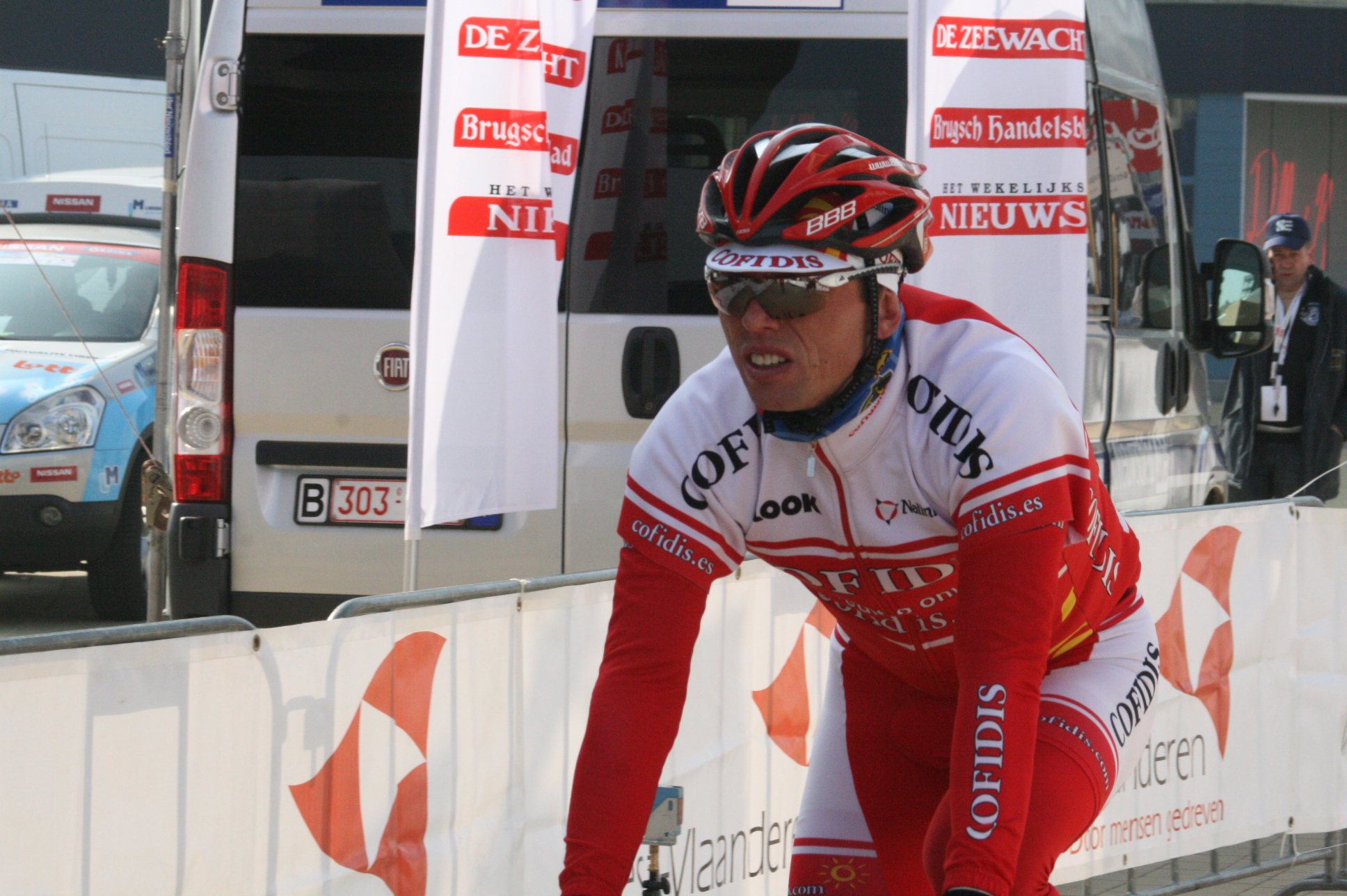
Nico Sijmens (* 1978)

- Sijmons, Barend (1853–1935), niederländischer Mediävist und Indogermanist

### Sijs
- Sijs, Nicoline van der (* 1955), niederländische Sprachwissenschaftlerin
- Sijsling, Igor (* 1987), niederländischer Tennisspieler